# Juan Manuel Molina Mateo
Juan Manuel Molina Mateo més conegut com a Juanel (Jumella, regió de Múrcia, 4 d'agost de 1901 - Barcelona, 20 de setembre de 1984) fou un dirigent anarcosindicalista murcià.

## Biografia
Fill d'agricultors, el 1919 era el vicepresident del Centre Obrer de Jumella i fou detingut per primer cop. Es negà a fer el servei militar i escapà a Barcelona amb documentació falsa. Allí milità a la CNT, on el 1922 serà membre del Comitè Nacional i secretari de la Comissió Nacional de Relacions amb Grups Anarquistes. Allí conegué la seva companya, la també militant anarcosindicalista Lola Iturbe.
Alhora que treballava en la construcció a Barcelona i Granollers participà en la fabricació de granades clandestines, raó per la qual hagué de fugir a França el 1926. Mentre treballava a la construcció fou secretari general dels Grups Anarquistes de Llengua Espanyola. Fou detingut diversos cops i finalment expulsat a Bèlgica, on contactà amb Durruti i Ascaso i formarà part de la Comissió de Defensa Anarquista Internacional i escriurà articles a La Voz Libertaria.
Arran de la proclamació de la Segona República Espanyola tornà a Barcelona, on substituí José Elizalde com a secretari general de la FAI el 1930 i ocupà el càrrec fins al 1935. El 1932 va ser empresonar uns mesos. També fou director de les publicacions Tierra y Libertad i Tiempos Nuevos.
El 19 de juliol de 1936 havia estat detingut però fou alliberat després de l'onada revolucionària provocada pel fracàs a Barcelona del cop d'estat del 18 de juliol. Aleshores representà la CNT en el Comitè d'Abastiments i després dels fets de maig de 1937 serà subsecretari de Defensa de Catalunya. Rebutjà el càrrec de comissari del Tribunal Popular de l'Exèrcit i fou comissari polític dels Cossos d'Exèrcit X i XI.
En acabar la guerra civil espanyola marxà a França, on fou delegat de la Comissió General del Moviment Llibertari Espanyol als camps del Sud de França. L'abril de 1939 es reuní a Nimes amb Francisco Ponzán per tal de planejar una estratégia de retorn a l'interior. La direcció del MLE la va rebutjar, raó per la qual va trencar amb Germinal Esgleas Jaume. Actuà com a delegat exterior del Secretari General de la CNT a l'interior, Esteve Pallarols i Xirgu, i col·laborà amb el Grup Ponzán i amb Agustín Remiro Manero per a ajudar a fugir a França nombrosos perseguits del franquisme.
Fou un dels principals artífexs de la reconstrucció de la CNT a França, raó per la qual fou detingut sovint entre 1940. Fou escollit Secretari General de la CNT a l'exterior en el Congrés de Torniac de setembre de 1943. Es decantà per col·laborar amb els Governs de la Segona República Espanyola en l'exili, raó per la qual en el Ple de Muret d'octubre de 1944 fou substituït per Francisco Careño. No es va presentar a la reelecció al Congrés de París de maig de 1945 i el febrer de 1946 va entrar clandestinament a Espanya. Fou nomenat Secretari de Defensa del Comitè Nacional de la CNT i de l'Aliança Nacional de Forces Democràtiques, però el març de 1946 fou detingut i condemnat a 15 anys de presó. El 1952 fou alliberat i aleshores s'establí a Tolosa de Llenguadoc, alhora que es va mantenir al marge de la militància activa. El 1976 tornà a Espanya per a col·laborar en la reconstrucció de la CNT 

## Obres
- El comunismo totalitario (Mèxic, 1982)
- España libre (Mèxic, 1966)
- La insurrección anarquista del 8 de diciembre de 1934 (Barcelona, 1934, amb Diego Abad de Santillán)
- El movimiento clandestino en España 1939-1949 (Mèxic 1976)
- Noche sobre España. Siete años en las prisiones de Franco (Mèxic, 1958).